# Prikosnovénie
Prikosnovénie (с англ. — «Прикосновение») — французский независимый лейбл, основанный в 1990 году в Нанте Фредериком Шапленом (фр. Frédéric Chaplain) и Сабиной Аделаидой (фр. Sabine Adélaïde). Лейбл позиционировал себя как что-то среднее между французским лейблом V.I.S.A. и английским лейблом 4AD.
В 2001 году лейбл переехал в город Клисон, где располагается и по сей день.
Работали со многими известными группами, из русских и украинских наиболее известны Caprice, Flëur, Alizbar, Moon Far Away, Рада & Терновник.